# شتاب (فیلم ۲۰۱۵)
شتاب (انگلیسی: Momentum) یک فیلم در ژانر مهیج و اکشن است که در سال ۲۰۱۵ منتشر شد. از بازیگران آن می‌توان به اولگا کوریلنکو، جیمز پیورفوی، و مورگان فریمن اشاره کرد.